# 平行盛
平行盛（？—1185年4月25日（元历2年3月24日））是日本平安时代的一名武士，出身伊势平氏。平清盛次子平基盛的长子。极官正五位下左马头。

## 人物生平
平行盛的父亲平基盛于应保2年（1162年）去世，其时行盛还是个幼小的孩童。待他稍微长大一些后，他的母亲曾做了一个梦，让她吟诵提婆品来祈祷行盛父亲的冥福，虽然当时母子二人较为清贫，但从未忘记。行盛也跟着吟诵，听到的人为他们悲伤。行盛的伯父平重盛怜悯他，把他留在身边抚养，作为平家一门的贵公子最终得到正五位下的位阶，历任播磨守、左马头。
平行盛有和歌之才，师从著名的和歌歌人藤原定家。寿永2年（1183年），平行盛随堂兄平维盛率领的平家军在俱利伽罗之战中对阵木曾义仲军，平家不敌大败，一门弃都西走。离开平安京前，行盛将其所作的诗稿一卷交给了藤原定家，以此留别。藤原定家读后，非常感动，说道：“日后我若奉皇命编纂和歌集，必定将你的和歌收入其中！”多年后藤原定家果然得敕命编纂和歌集，依照承诺将行盛的和歌收入，并明确写上了他的姓名。
西走后的行盛又参与了三草山之战、藤户之战、屋岛之战等战役。特别是其中的藤户之战，行盛屯兵于备前的儿岛，率领五百多骑兵据守城池，与源氏大将佐佐木盛纲对战，最终不敌，败走屋岛。
元历2年（1185年）3月24日平家军与源氏军于海上展开决战，平家军兵败。行盛与堂兄弟平有盛射杀数人后，二人最终携手跳海。（《源平盛衰记》说是奋战而死，镰仓幕府官方史书《吾妻镜》援引前方发回的战报则写明是入海而死）。

## 亲属
- 父：平基盛（1139 - 1162）
- 母：不详
- 伯父：平重盛（1138 - 1179）
- 姐妹：藤原季能之妻